# セッコク
セッコク（石斛、学名：Dendrobium moniliforme）は、単子葉植物ラン科の植物。日本の中部以南に分布する。岩の上や大木に着生する着生植物である。

## 概説
本種の茎に見える部分は学術的には偽鱗茎と呼ばれるものであり、「矢」という俗称もあるが一般的には「バルブ」と呼ばれている。
本種のバルブは細長く、堅く、始めは緑色を帯び、通常は後に黒紫色になる。多数の節があり、節ごとに出る葉の基部の鞘に包まれる。一年目のバルブには節ごとに葉がある。葉は細い楕円形で、厚くやや堅く、つやがある。葉は年の終わりには葉鞘との間で脱落する。新しい芽は古いバルブの基部から横に芽を出す。大きさが十分であれば葉のなくなったバルブは次の年に花を咲かせる。花はバルブの先端に近い数節から出る。各節からは、短い花茎が出て、そこから数個の花を咲かせる。花は赤紫がかった白の花弁で芳香がある。唇弁以外の五弁はいずれも同じくらいの大きさの卵状楕円形、先端はややとがる。唇弁は外見は他の花弁と似たような形で、ただし蕊柱との間の奥の方にくぼみが入り込み、短い距を作る。側弁の基部が下側の外でこれにつながっている。花が咲いた後もバルブは数年間生き残り、場合によっては多数のバルブを持つ大きな株になる。
本種の分布は日本では本州の岩手県以南から沖縄諸島であり、国外では朝鮮半島南部、中国、台湾である。

## 名称及び利用
セッコクは漢字では石斛で、本来は中国産の近似種（D. crispulum、D. Kwantungenseなど）に当てられた名称であり、健胃、強壮作用などがあり、漢方薬として用いられている （現在は、細葉石斛D. hancockiiなども使われる。） 。本種は薬用にされることから、記紀神話の医療神である少彦名命（すくなひこなのみこと）にちなみ、少彦薬根（すくなひこなのくすね）の古名も持っている。
「セッコク」の呼称はセキコクが詰まったものであり、そのまま音読みにしたセキコクが使われる場合もあるが、「セッコク」と呼ぶほうが非常に多い。
本種はシノブ玉やイワヒバの鉢植え、庭木につけるなどの形で栽培されることが多い。東洋ランとしての名称は、「長生蘭（ちょうせいらん）」であり、江戸時代から古典園芸植物としても栽培された歴史がある。長生蘭は花を楽しむものではなく葉変わり姿や模様の変化を楽しむものであって、野生で発見される葉変わり品などを選別・命名する形で、現在も栽培されている品種も多い。
しかし、昭和の終わりごろより花代わりにも関心が集まるようになりはじめ、花物の品種が多く登録されていくようになった。花の美しさから園芸目的のための採集が多発し、自生個体数は激減し大株はほとんどなくなってきている。たとえば昭和50年代ごろまでは神社・仏閣の境内の樹木に大株が見られることもあったが、現在ではそのようなものはすべて取り尽くされてしまっている。ただし本種の繁殖力は強く、採集熱が冷めるにつれ次第に個体数は回復傾向にある。
増殖法は株分け、バルブの先の方から新しい芽が伸び根を生じさせたものを別の植木鉢などに植えて殖やすいわゆる「高芽採り」、あるいは古いバルブを切り離してミズゴケの中で腋芽の発芽を促すいわゆる「矢伏せ」などがあり、株の増殖は容易である。
なお、同属の熱帯産の種には洋ランであるデンドロビウムとして栽培されるものが多く含まれ、本種はデンドロビウムの園芸品種のうち矮性品種作出の交配親のひとつとなっている。

## 近縁種

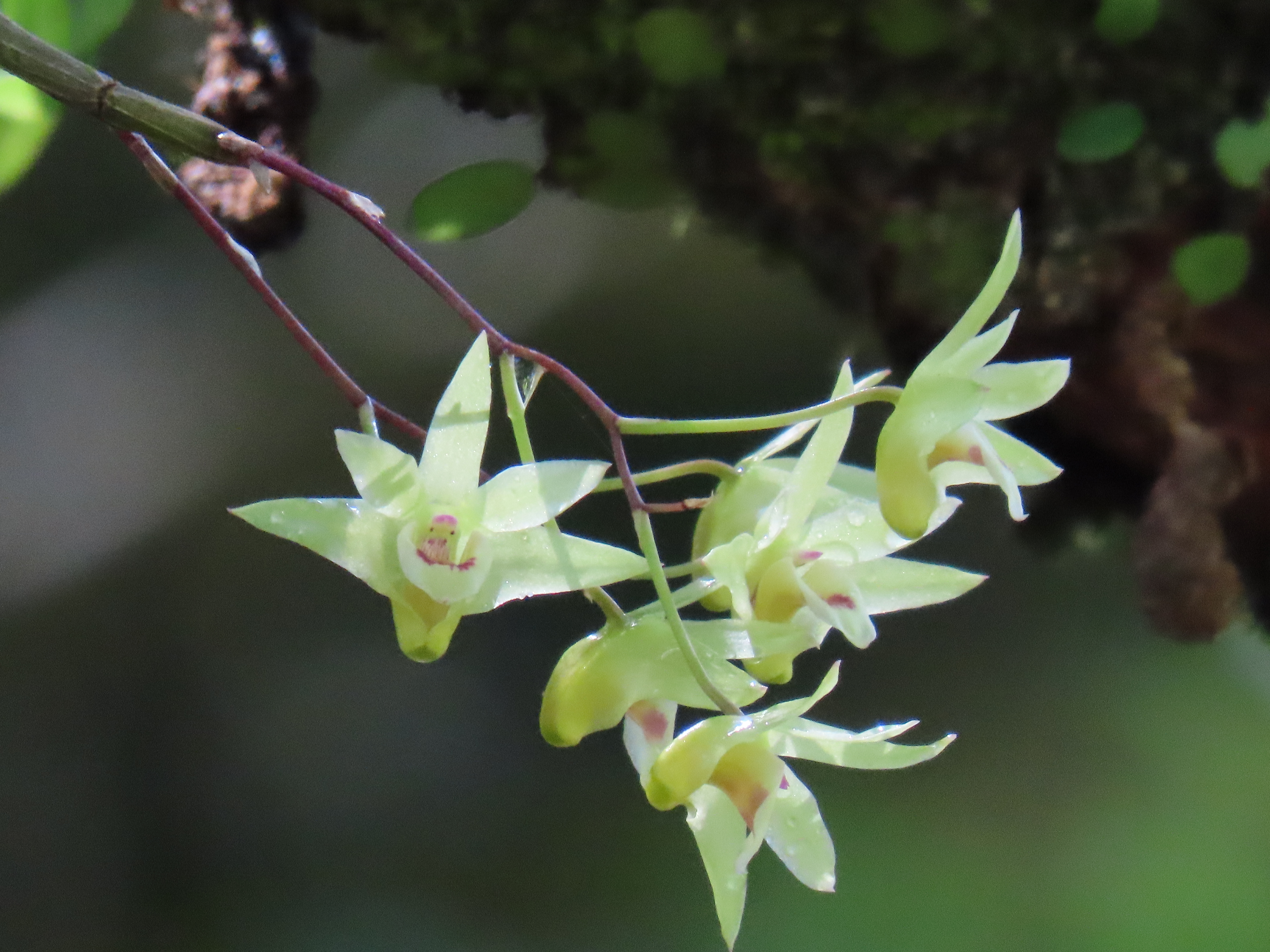
キバナノセッコク（奄美大島）

キバナノセッコク (D. tosaense Makino) は、四国、九州、琉球列島に分布する。絶滅危惧II類 (VU)（環境省レッドリスト）。樹上から垂れ下がり、花は茎の先端付近から出た花茎が長く伸び、数個の花を垂れ下がるようにつける。花は、セッコクに似ているが緑を帯びた黄色である。系統にもよるが、株分け・高芽採り・矢伏せが難しく種子以外での増殖は難しい。なおセッコクと交配が可能であり、交配種は「イセ」と呼ばれている。
沖縄にはオキナワセッコク (D. okinawense Hatusima et Ida) が自生する。絶滅危惧IB類 (EN)（環境省レッドリスト）。大型で扱いづらいため本州以北の一般家庭での栽培には不向きだが、適切な栽培施設が用意できれば栽培・増殖は困難ではない。樹上に着生し茎は長く伸びて垂れる。乱穫による減少が著しく、2002年に国内希少野生動植物種に指定され無許可での採集・販売などが禁止された。野生個体の新規採集は2020年現在も原則として許可されないが、その後2008年（平成20年）8月15日からは特定国内希少野生動植物種に指定変更、現在は「都道府県知事等に届け出をおこない認可登録をうけた事業者が仲介し、なおかつ人工繁殖させた個体を取り扱う場合に限り」一般の栽培家を対象とした販売・引き取りなどが認められている。ただし、セッコクに比べると強健さに欠け耐寒性も劣る。
なお、沖縄の八重山諸島にはリュウキュウセッコク (Eria ovata Lindl.) があるが、こちらはセッコク属ではなく、オサラン属である。